# Provincia di Quang Nam
Quang Nam (in vietnamita Quảng Nam) è una provincia del Vietnam, della regione di Nam Trung Bo. Occupa una superficie di 10.574,86 km² e ha una popolazione di 1.519.400 abitanti. 
Confina a nord con la Huế, ad ovest con il Laos, con la provincia di Kon Tum a sudovest, la provincia di Quảng Ngãi a sud est, il mar cinese meridionale ad est e con la città di Da Nang a nordest.
Nella provincia si trovano i siti patrimonio dell'umanità dell'UNESCO di My Son e Hoi An mentre la capitale provinciale è Tam Kỳ.

## Distretti
Di questa provincia fanno parte 15 distretti, due città di livello provinciale e una di livello distrettuale:
- Bắc Trà My
- Duy Xuyên
- Đại Lộc
- Điện Bàn
- Đông Giang
- Hiệp Đức
- Nam Giang
- Nam Trà My
- Núi Thành
- Phú Ninh
- Phước Sơn
- Quế Sơn
- Tây Giang
- Thăng Bình
- Tiên Phước

Tam Kỳ e la città di Hội An (sito patrimonio dell'umanità) sono municipalità autonome, Điện Bàn è diventata città di livello distrettuale nel 2015.